# Izbice (Polska)
Izbice – wieś w Polsce położona w województwie wielkopolskim, w powiecie rawickim, w gminie Rawicz.
W okresie Wielkiego Księstwa Poznańskiego (1815-1848) miejscowość należała do wsi większych w ówczesnym pruskim powiecie Kröben (krobskim) w rejencji poznańskiej. Izbice należały do okręgu bojanowskiego tego powiatu i stanowiły część majątku Łaszczyn, którego właścicielem był wówczas Szczaniecki. Według spisu urzędowego z 1837 roku wieś liczyła 165 mieszkańców, którzy zamieszkiwali 23 dymy (domostwa). W 1921 roku stacjonowała tu placówka 17 batalionu celnego.
W latach 1954–1958 wieś należała i była siedzibą władz gromady Izbice, po jej zniesieniu w gromadzie Sierakowo. W latach 1975–1998 miejscowość administracyjnie należała do województwa leszczyńskiego.